# Polonia w Nowej Zelandii

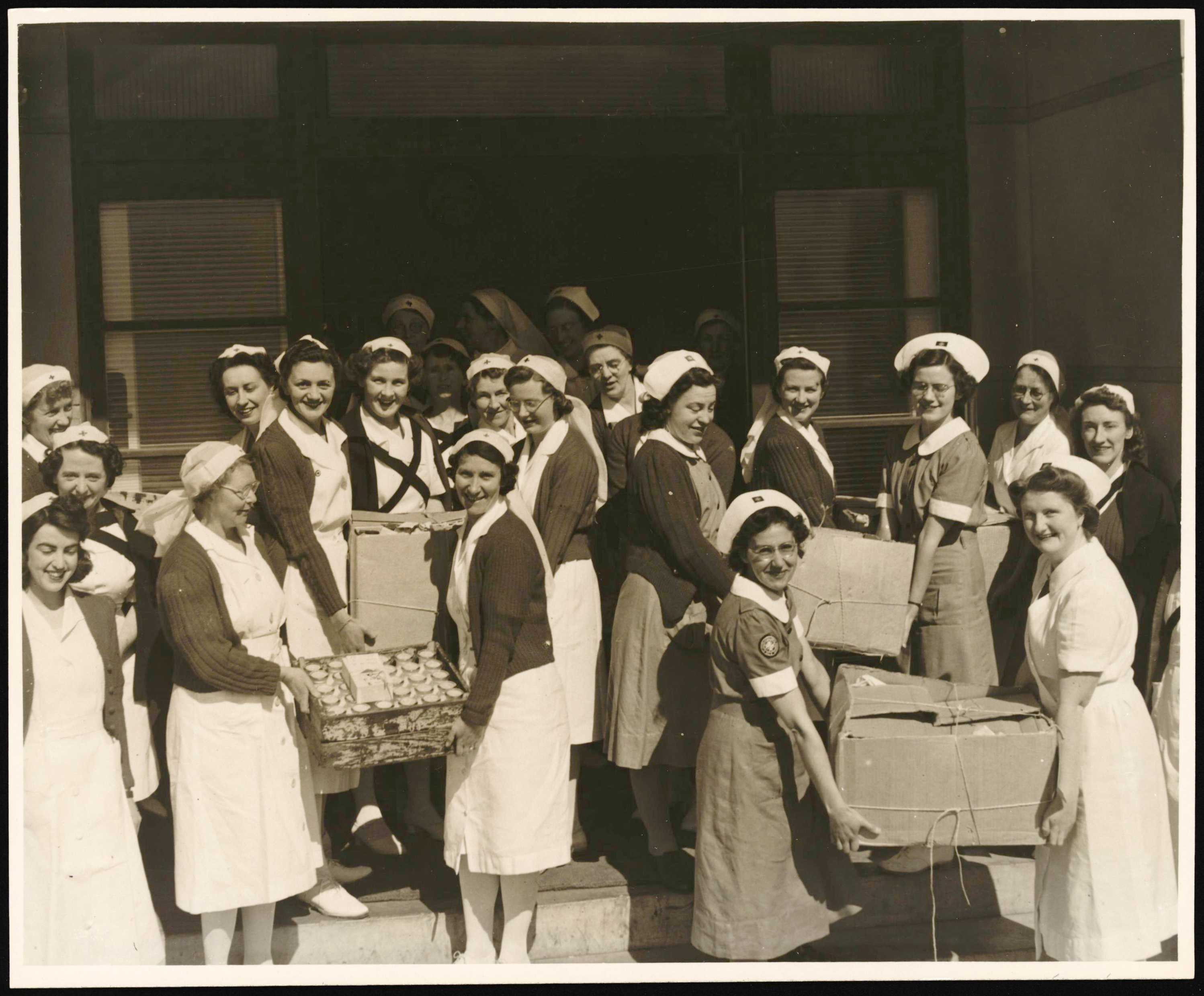
Polscy uchodźcy w Wellington, 1944

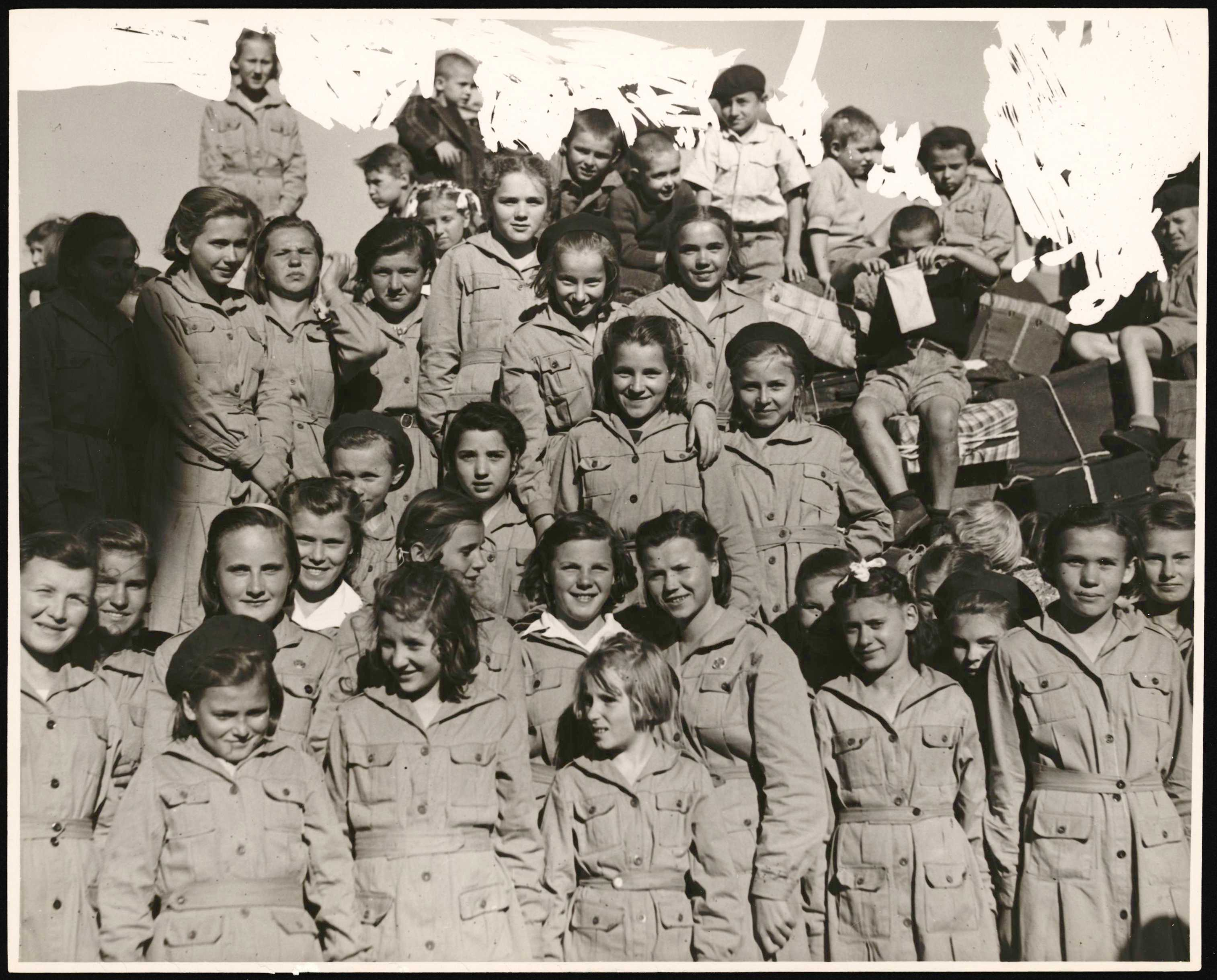
Polscy uchodźcy przybywający do Wellington i obozu dla polskich dzieci w Pahiatua, 1944

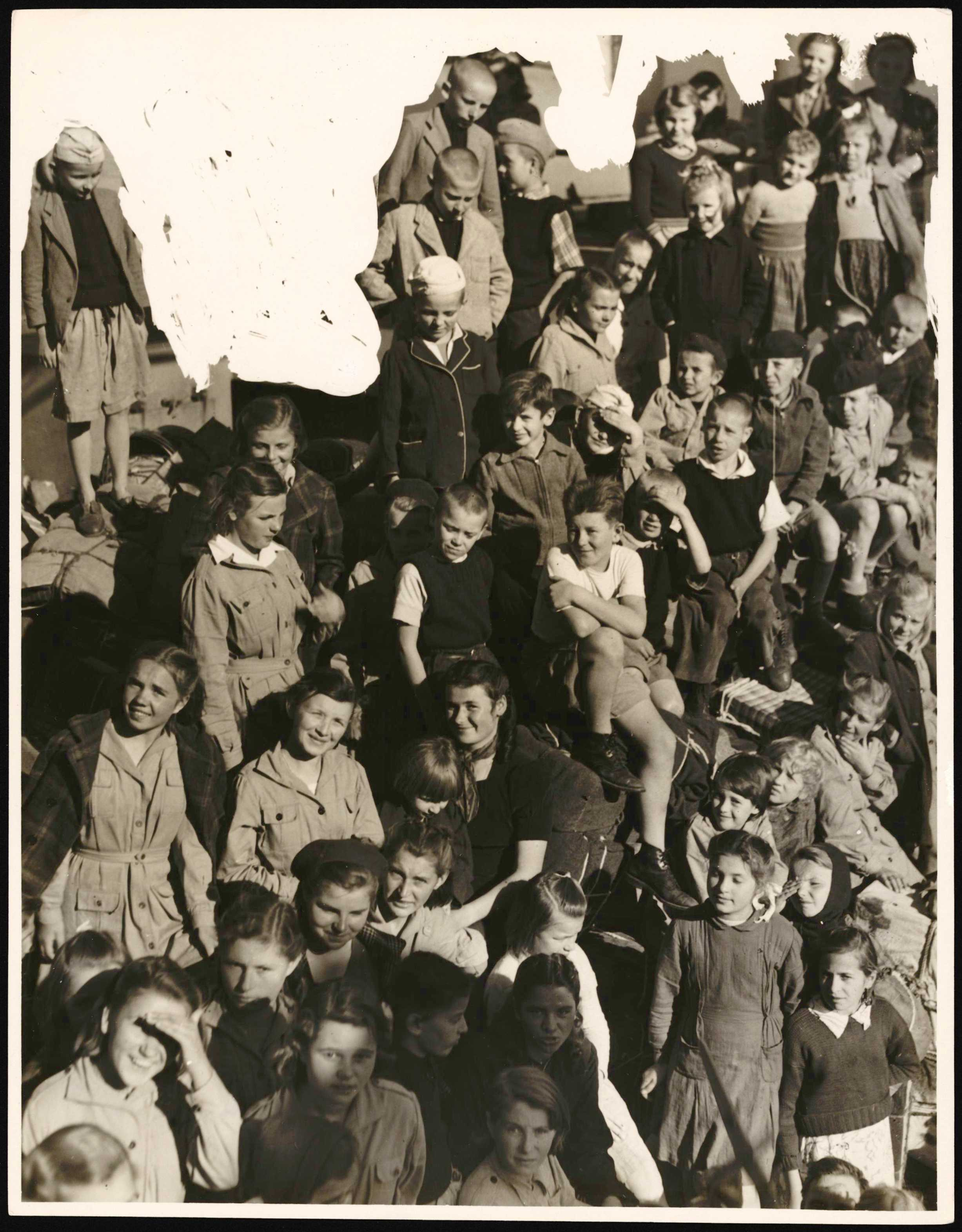
Polscy uchodźcy w Wellington, 1944

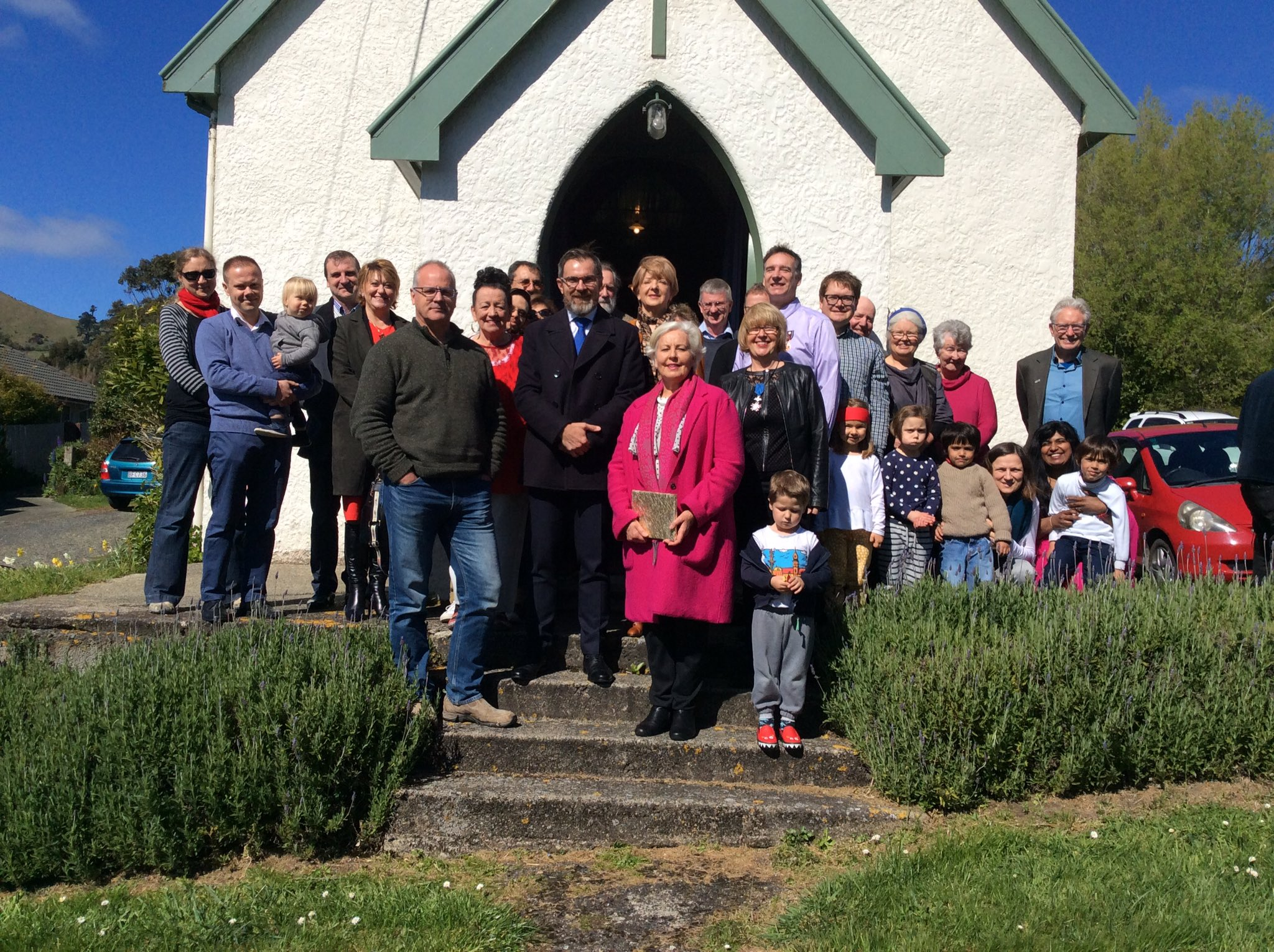
Polonia w Dunedin

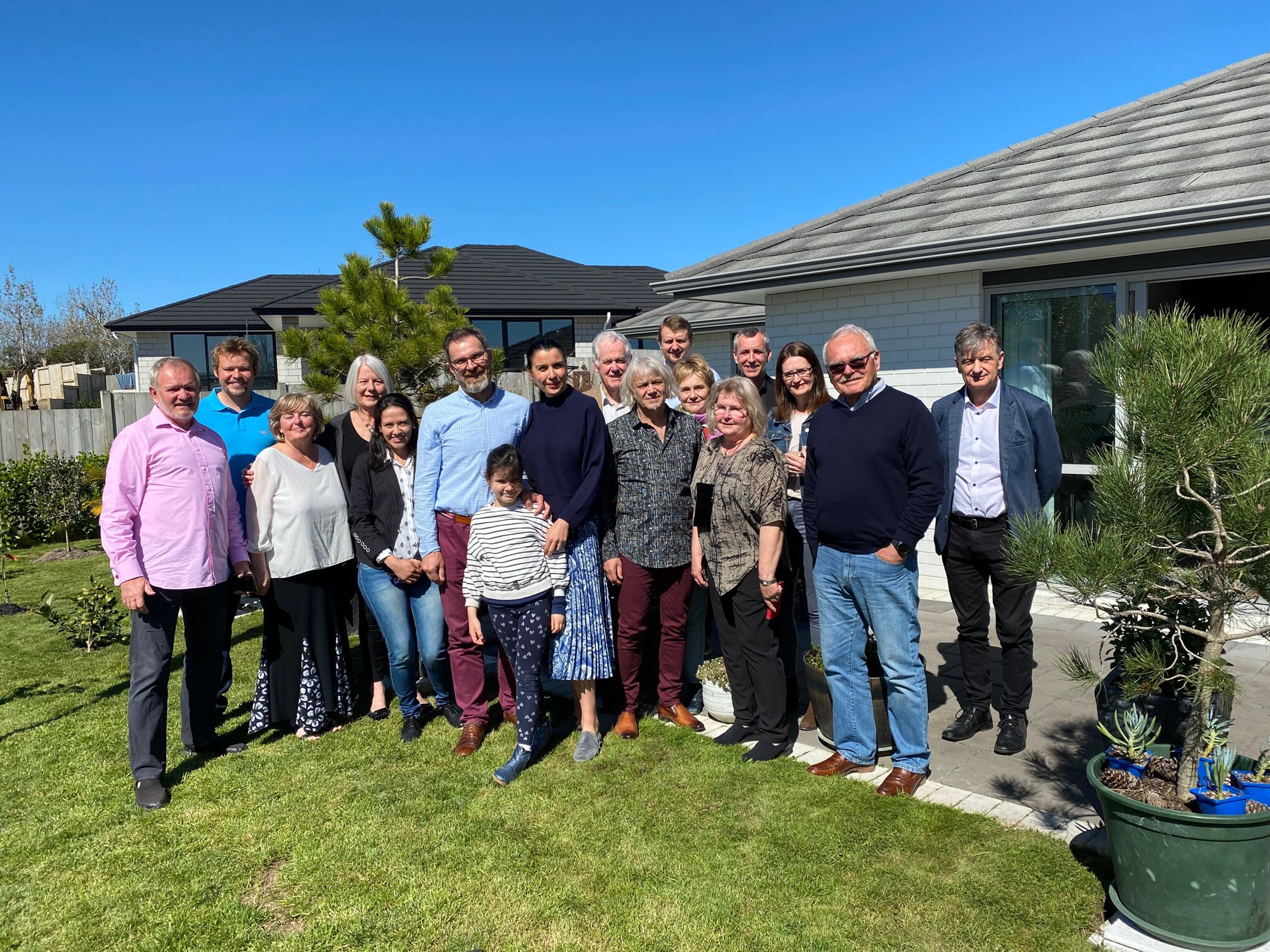
Polonia w Auckland

Polonia w Nowej Zelandii – Polacy i Nowozelandczycy pochodzenia Polskiego.
Nowozelandzka Polonia szacowana jest obecnie na ok. 4 tys. osób i skupia się głównie w Wellington i Auckland.

## Historia

### XVIII wiek
Historia stosunków polsko-nowozelandzkich rozpoczęła się w XVIII wieku, kiedy to w czasie podróży dookoła świata, na pokładzie H.M.S. Resolution, kapitanowi Jamesowi Cookowi towarzyszyli dwaj botanicy Jan i jego syn Jerzy Forsterowie – obaj pochodzenia polskiego. Załoga dotarła do brzegów Nowej Zelandii.
Pierwsza duża grupa polskich osadników przybyła do Nowej Zelandii statkiem Friedeburg, który przybył z Hamburga do Lyttelton 30 sierpnia 1872 r.
Pierwsi Polacy osiedlili się w okolicy Christchurch.

### XIX wiek
Kolejną dużą grupą polskich osadników, była załoga statku, który wpłynął do Port Chalmers 6 grudnia 1872 roku.
Większość Polaków osiedliła się w regionie Otago, niedaleko Dunedin, a także w Taranaki na Wyspie Północnej, głównie w Inglewood.

### XX wiek
Spis ludności z 1921 wykazał 399 osób z Polski mieszkających na terenie Nowej Zelandii.
W 1940 roku, z inicjatywy Augusta Zaleskiego utworzono konsulaty RP w Australii i Nowej Zelandii. Konsulem Generalnym w Nowej Zelandii został mianowany dr Kazimierz Wodzicki.
W 1944 roku, Nowa Zelandia zgodziła się przyjąć grupę 733 polskich dzieci, głównie sierot i półsierot, ofiar deportacji z rodzinami do ZSRR, oraz ich opiekunów, aż do zakończenia wojny. 1 listopada 1944 r. otwarty został dla nich kampus w Pahiatua.
Po wojnie w Nowej Zelandii przebywało ok. 850 Polaków (w tym ok. 200 żołnierzy Drugiego Korpusu).
W 1966 r. otwarto w Wellingtonie Konsulat Generalny Polskiej Rzeczypospolitej Ludowej.
1 marca 1973 r. oficjalnie nawiązano stosunki dyplomatyczne między Polską a Nową Zelandią na poziomie ambasady.

### III RP
W 2005 roku Nowa Zelandia otworzyła swoją Ambasadę w Warszawie.
Obecnie Polonia w Nowej Zelandii liczy ok. 4 tysięcy osób. Polacy organizują się w stowarzyszeniach i klubach, organizują wydarzenia kulturalne. W Nowej Zelandii działają polskie szkoły, a trzy kościoły oferują wiernym msze w języku polskim.
W Wellington znajduje się polska ambasada, a w Auckland i Christchurch konsulaty honorowe RP.

## Instytucje polskie działające w Nowej Zelandii
W Nowej Zelandii działają liczne polskie instytucje, m.in.:
- Stowarzyszenie Polaków w Wellingtonie
- Stowarzyszenie Polaków w Auckland
- Stowarzyszenie Polaków w Christchurch
- Dunedin – Polish Heritage of Otago and Southland Trust
- Organizacja polonijna w Waikato (Hamilton)
- Organizacja polonijna w Taurandze
- Federacja Polskich Organizacji w Nowej Zelandii
- Muzeum Polskiego Dziedzictwa
- Polish for Kids (Wairarapa)
- Stowarzyszenie Polskich Kombatantów
- Gazeta Polonia
- Polsko-Nowozelandzkie Stowarzyszenie Biznesu POLANZ
- Portal poświęcony historii polskich imigrantów w Nowej Zelandii
- Fundacja „Between The Waters – Polish Legacy in New Zealand”